# Augyles maritimus
Augyles maritimus là một loài bọ cánh cứng trong họ Heteroceridae. Loài này được Guérin-Mèneville miêu tả khoa học đầu tiên năm 1844.